# Mariza Marchetti
Mariza Marchetti Salvi (São Paulo, 25 de novembro de 1982) é uma atriz brasileira.

## Carreira
Marisa estudou no Colégio Rio Branco de Higienópolis. Em 1998 ingressou na faculdade de direito pela Universidade Paulista (UNIP), formando-se em 2002. Também em 2002 realizou o curso de artes cênicas na Incenna Escola de Teatro e Televisão.
Em 1998 Mariza teve sua primeira experiência na televisão narrando o episódio piloto do seriado Mulher. Em 2000 estreou como atriz na minissérie Tele-Tema, do canal por assinatura TVC Rio, interpretando a estudante Carla. Em 2002 esteve na telenovela Marisol como Raquel, secretária da personagem principal, além de participar do documentário Raul Roulien, um Brasileiro em Hollywood Nos anos seguintes fez participações especiais nas novelas Seus Olhos e Revelação, além de estar no elenco dos curtas-metragens Nostra Bella Época, Além de Dois, Vida a Três e Noturno. Em 2009 assinou com o portal Spetáculos e teve sua primeira experiência com a internet protagonizando a web-novela Vento Norte como a sofredora Raíssa, passando no mesmo ano para o posto de antagonista em Black Tie, como a ambiciosa Micaella L'faire. Em 2012 esteve no elenco de Máscaras, na Rede Record, interpretando a ginecologista Paula Aguillar.
Em 2013 integra o elenco de Flor do Caribe, da Rede Globo, como a médica Márcia, que mantinha uma ONG para tratar de crianças e adolescentes que sofriam exploração sexual. Em 2016 tem a oportunidade de interpretar seu primeiro papel de destaque, Lady Rebeca em Escrava Mãe, uma abolicionista que lutava pela emancipação da mulher. Em 2017 interpretou Malca em O Rico e Lázaro.

## Filmografia
| Ano  | Título          | Personagem                        | Notas                              |
| ---- | --------------- | --------------------------------- | ---------------------------------- |
| 1998 | Mulher          | Natália                           | Episódio: "O Princípio de Tudo"    |
| 2000 | Tele-Tema       | Carla                             |                                    |
| 2002 | Marisol         | Raquel                            |                                    |
| 2004 | Seus Olhos      | Enfermeira                        | Episódio: "22 de maio de 2004"     |
| 2008 | Revelação       | Bargirl                           | Episódio: "26 de dezembro de 2008" |
| 2012 | Máscaras        | Dra. Paula Aguillar               |                                    |
| 2013 | Flor do Caribe  | Dra. Márcia                       |                                    |
| 2016 | Escrava Mãe     | Rebeca Andrade Gama (Lady Rebeca) |                                    |
| 2017 | O Rico e Lázaro | Malca                             |                                    |

| Ano  | Título      | Personagem       |                                 |
| ---- | ----------- | ---------------- | ------------------------------- |
| 2009 | Vento Norte | Raíssa Medeiros  | Web-novela no portal Spetáculos |
| 2009 | Black Tie   | Micaella L'faire | Web-novela no portal Spetáculos |

| Ano  | Título                                   | Personagem       | Notas          |
| ---- | ---------------------------------------- | ---------------- | -------------- |
| 2002 | Raul Roulien, um Brasileiro em Hollywood | Ginger Rogers    | Documentário   |
| 2009 | Nostra Bella Época                       | Minie Jeans      |                |
| 2009 | Além de Dois                             | Eva              | Curta-metragem |
| 2010 | Vida a Três                              | Sheilóca         | Curta-metragem |
| 2011 | Noturno                                  | Marcela          | Curta-metragem |
| 2023 | Karsmênia                                | Rainha Florência | [ 15 ]         |

## Teatro
| Ano     | Título                              | Personagem                     |
| ------- | ----------------------------------- | ------------------------------ |
| 2001    | Boca de Ouro                        | Celeste                        |
| 2001    | A Moratória                         | Lucília                        |
| 2001    | Lisístrata                          | Lisístrata                     |
| 2001    | Hamlet                              | Ofélia                         |
| 2002    | Sonho de Uma Noite de Verão         | Hérmia                         |
| 2002    | Vestido de Noiva                    | Mulher de Véu                  |
| 2002    | A Bela Adormecida                   | Rainha                         |
| 2002    | O Inferno São Os Outros             | Lucília                        |
| 2003    | O Guarani                           | Cecília                        |
| 2003    | A Pele da Alma                      | Sra. Claudel                   |
| 2003–05 | Memórias Póstumas de Brás Cubas     | Marcela                        |
| 2004    | O Cortiço                           | Leocádia                       |
| 2004–05 | Memórias de um Sargento de Milícias | Maria Hortaliça                |
| 2005    | A Hora da Estrela                   | Da Glória                      |
| 2006    | Leques e Babados                    | Janete                         |
| 2006–07 | Chapeuzinho Vermelho                | Chapeuzinho Vermelho           |
| 2008    | Vida Dura Não é Mole                | Lili                           |
| 2008–09 | A Vida Secreta de Batman e Robin    | Mulher Maravilha / Mulher Gato |
| 2008–09 | Branca de Neve Não Mora Mais Aqui   | Branca de Neve / Rainha Má     |
| 2010–11 | As Mona Lisas                       | Luiza                          |